# 顺丁烯二腈二硫醇镍四乙基铵
顺丁烯二腈二硫醇镍四乙基铵是一种配位化合物，化学式为[N(C2H5)4]2[Ni(C4N2S2)2]。它是三斜晶系晶体，空间群P1，晶胞参数a=7.5608，b=8.7017，c=12.626 Å，α=93.73，β=104.27，γ=75.257°，Z=1。它和硫酸银在膦配体的存在下反应，可以得到[Ag(PR3)2]2[Ni(C4N2S2)2]。
三价镍化合物[N(C2H5)4][Ni(C4N2S2)2]是已知的。